# Buchsbaumgewächse
Die Buchsbaumgewächse (Buxaceae) sind eine Pflanzenfamilie aus der Ordnung der Buchsbaumartigen (Buxales). Zur Familie Buxaceae gehören vier bis fünf Gattungen mit 70 bis über 100 Arten.

## Beschreibung

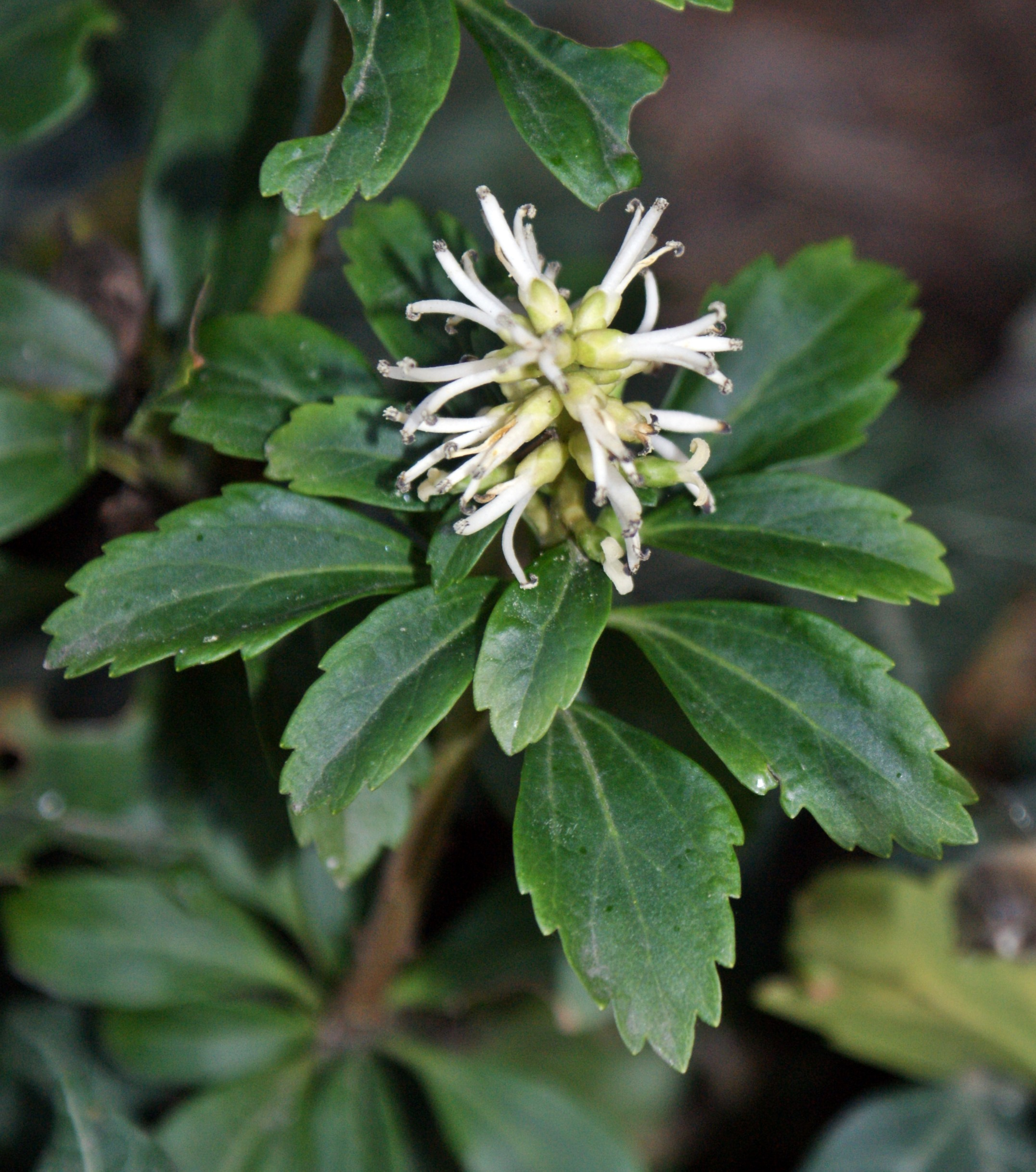
Tribus Sarcococceae: Japanischer Ysander (Pachysandra terminalis)

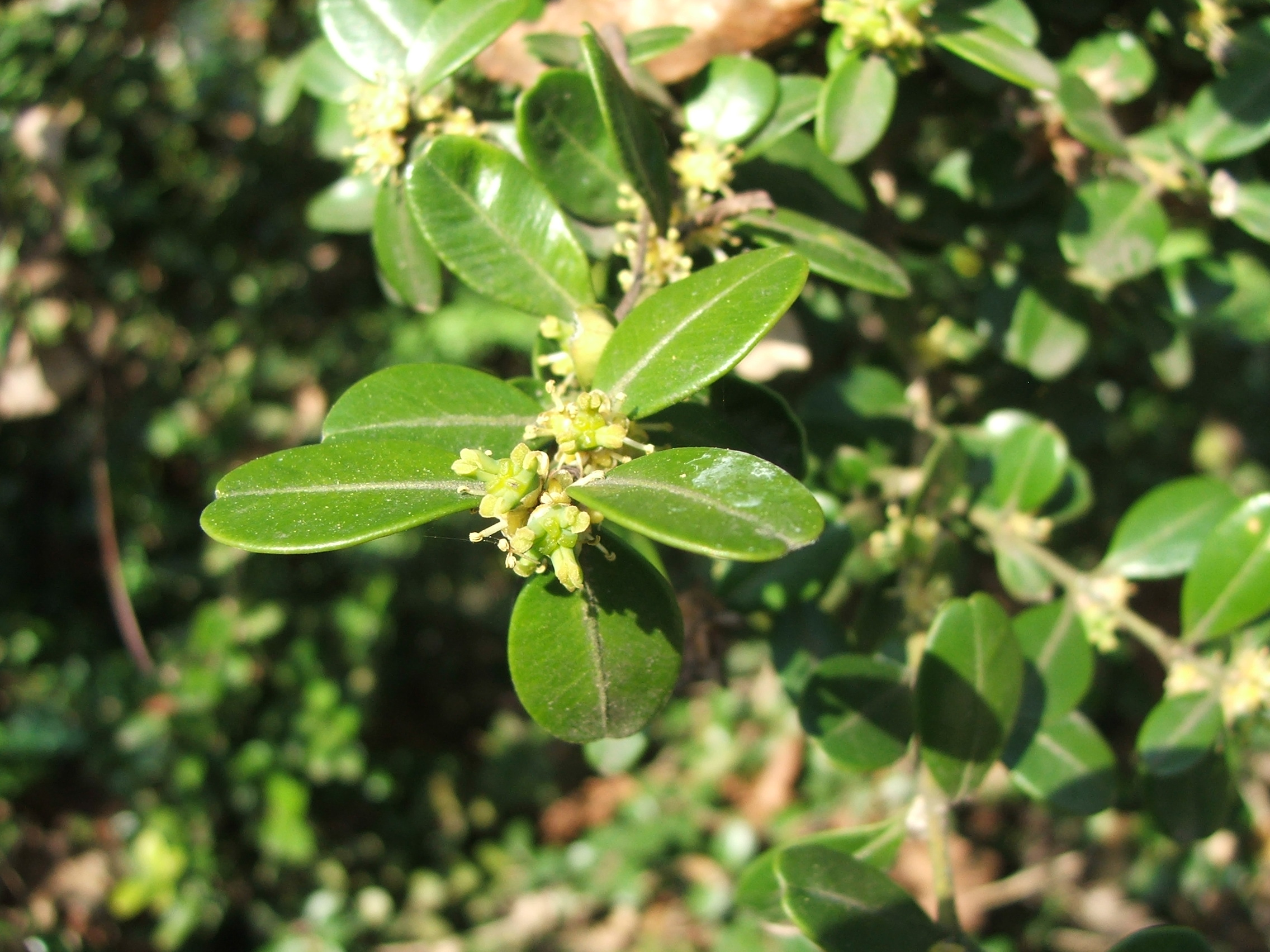
Tribus Buxeae: Buxus sinica

### Vegetative Merkmale
Es sind immergrüne, krautige Pflanzen, Halbsträucher, Sträucher oder kleine Bäume.
Die wechselständigen oder gegenständigen Laubblätter sind einfach. Die Blattränder sind glatt bis gezähnt. Nebenblätter fehlen.

### Generative Merkmale
Sie sind meist einhäusig getrenntgeschlechtig (monözisch), selten zweihäusig getrenntgeschlechtig (diözisch). Die eingeschlechtigen Blüten sind relativ klein und unscheinbar. Pro männliche Blüte sind vier Blütenhüllblätter und vier bis sechs Staubblätter vorhanden. Pro weibliche Blüte sind sechs Blütenhüllblätter vorhanden und drei Fruchtblätter sind zu einem synkarpen, oberständigen Fruchtknoten verwachsen.
Meist werden Kapselfrüchte gebildet.

## Systematik und Verbreitung
Die Familie Buxaceae wurde 1822 durch Barthélemy Charles Joseph Dumortier in Commentationes Botanicae, S. 54 aufgestellt. Typusgattung ist Buxus L. Synonyme für Buxaceae Dumort. sind Haptanthaceae C.Nelson, Pachysandraceae J.Agardh, Portulacariaceae Doweld, Stylocerataceae Takht. ex Reveal & Hoogland.
Die Familie Buxaceae weist eine weltweite, aber stark disjunkte Verbreitung auf. Es gibt Taxa in der Holarktis, Paläotropis und Neotropis. Es gibt Habitate von den Gemäßigten Breiten bis zu den Tropen.
Die einzige in Mitteleuropa vorkommende Art ist der Gewöhnliche Buchsbaum (Buxus sempervirens), er wird häufig als Zierstrauch verwendet. Auf den Balearen, Sardinien und in Südspanien ist der Balearen-Buchsbaum (Buxus balearica) verbreitet.
Die Familie wird gegliedert in zwei Tribus und vier oder fünf Gattungen mit 80 bis über 100 Arten:
- Tribus Sarcococceae (Syn.: Stylocerateae Pax):
  - Pachysandra Michx.: Von den nur noch drei Arten kommt eine im südöstlichen Nordamerika und zwei in Ostasien vor.
  - Fleischbeeren (Sarcococca Lindl.): Die 15 bis 20 immergrünen Strauch-Arten sind in Südostasien verbreitet.
  - Styloceras A.Juss.: Die etwa drei Arten sind in Südamerika verbreitet.
- Tribus Buxeae Dumort.: Sie enthält nur eine Gattung:
  - Buchsbäume (Buxus L., Syn.: Buxella Tiegh., Crantzia Sw., Notobuxus Oliv., Tricera Schreb., Macropodandra Gilg.): Die 70 bis 100 Arten sind in Eurasien, von Zentral- bis Südafrika und in Zentralamerika weitverbreitet.